# Otto von Gierke
Otto Friedrich von Gierke (født 11. januar 1841 i Stettin, død 10. oktober 1921 i Berlin) var en tysk retslærd.
Gierke blev Dr. jur. 1860, deltog i felttogene 1866 og 1870—71, 1867 privatdocent i Berlin, 1871 ekstraordinær professor sammesteds, ordentlig professor 1872 i Breslau, 1884 i Heidelberg, 1887 i Berlin. I sin, kvalitativt som kvantitativt, lige betydningsfulde forfattervirksomhed fortsætter og udvikler Gierke Beselers gerning. Han repræsenterer den skarpeste germanistiske opposition mod romanismen.
Gennemsyret heraf er Gierkes, for tysk retsvidenskab og retsliv banebrydende værk, Das deutsche Genossenschaftsrecht (I 1868, II 1873, III 1881 — optrykte 1913 — IV 1913), hvori han med imponerende lærdom, såvel historisk og juridisk som filosofisk, og vældig energi udreder og fremstiller den germanske korporations væsen og struktur, Die Genossenschaftstheorie und die deutsche Rechtsprechung (1887) og Das Wesen der menschlichen Verbände (1902). For tysk privatrets vedkommende udførte Gierke sine tanker i sit andet hovedværk, Deutsches Privatrecht (I 1895, II 1905, III 1917).
I sit kampglade skrift Der Entwurf eines bürgerlichen Gesetzbuchs und das deutsche Recht (1889) rettede han et knusende slag mod det første udkast til lovbogen; til denne gruppe af hans produktion hører Personengemeinschaften und Vermogensinbegriffe in dem Entwurfe eines bürgerlichen Gesetzbuches für das deutsche Reich (1889), Das bürgerliche Gesetzbuch und der deutsche Reichstag (1896), Der Entwurf der neuen Handelsgesetzbuches (1897) og andre.
Også skrifter som Der Humor im deutschen Recht (1871, 2. udgave 1887), Naturrecht und deutsches Recht (1883), Die soziale Aufgabe des Privatrechts (1889), Rudolf von Gneist (1896), Die historische Rechtsschule und die Germanisten (1903), Die Steinsche Städteordnung (1909), Schuld und Haftung im älteren deutschen Recht insbesondere die Form der Schuld- und Haftungsgeschäfte (1910) og andre viser Gierke som en af sin tids åndfuldeste og betydeligste retsforskere.
I sit grundlæggende værk, den berømte monografi Johannes Althusius und die Entwicklung der naturrechtlichen Staatstheorien (1880, 3. udgave 1913) fremdrog Gierke Althusius og hans gerning fra den glemsel, der i århundreder var blevet hans og dens lod. Af den af ham 1878 påbegyndte og redigerede samling 'Untersuchungen zur deutschen Staats- og Rechtsgeschichte udkom 128 bind. Til den af 1. verdenskrig fremkaldte litteratur bidrog Gierke bland andet med talen Krieg und Kultur (1914) og flyveskriftet Der deutsche Volksgeist im Kriege (1915).